# کربزه
کربره روستایی در دهستان مشکان بخش مشکان شهرستان نی‌ریز استان فارس می‌باشد.